# 吉爾瑟姆 (新罕布什爾州)
吉爾瑟姆（英語：Gilsum）是一個位於美國新罕布什爾州切希爾縣的鎮。

## 人口
根據2020年美國人口普查的數據，吉爾瑟姆的面積為43.23平方千米，當中陸地面積為43.17平方千米，而水域面積為0.06平方千米。當地共有人口752人，而人口密度為每平方千米17人。